# Niederbayerisches Bäderdreieck
Unter dem Niederbayerischen oder dem Rottaler Bäderdreieck versteht man die drei Kurorte Bad Füssing, Bad Griesbach und Bad Birnbach.

## Geographie
Die Heilbäder befinden sich im Landkreis Passau (Bad Füssing, Bad Griesbach) bzw. im Landkreis Rottal-Inn (Bad Birnbach) im unteren Rottal. Insgesamt befinden sich in der Region fünf Thermen, drei davon in Bad Füssing und jeweils eine in Bad Birnbach und Bad Griesbach.
Das Thermalwasser stammt aus einem etwa 1000 Meter tief gelegenen Vorkommen, das von Regensburg bis Linz reicht. In diesem Gebiet liegen auch die oberösterreichischen Kurorte Geinberg und Bad Schallerbach.
Die drei Kurorte sind durch die als „Rottalbahn“ bezeichnete Bahnstrecke Passau–Mühldorf (Inn) im Stundentakt an das Eisenbahnnetz der Südostbayernbahn angeschlossen, wobei sich in keinem der Kurorte ein Bahnhof im unmittelbaren Ortsbereich befindet, sondern jeweils einige Kilometer entfernt.

## Geschichte
Das erste Mal auf Thermalwasser stieß man in Safferstetten, einem heutigen Ortsteil von Bad Füssing, als 1938 die Reichsbodenforschung Erdöl- und Erdgasbohrungen durchführte. Die Verwendung des Wassers wurde zunächst allerdings verboten, um den bereits bestehenden Kurorten in Nordböhmen keine Konkurrenz zu machen. Nachdem 1953 ein wissenschaftliches Gutachten die Heilwirkung des Thermalwassers bestätigte, entwickelte sich ab 1955 der Kurtourismus in Füssing. Die Nutzungsrechte am Wasser gingen 1955 von der Bayerischen Mineralölindustrie an die private Thermalbad Füssing GmbH über. Da die eher kleine Gemeinde selbst nicht dazu in der Lage war, die Entwicklung voranzutreiben, begann der Freistaat Bayern den Ort zu fördern. 1963 wurde eine zweite Bohrung durch den Freistaat durchgeführt, 1964 eine weitere aus privater Hand, so dass der Ort nun drei Thermalquellen hatte. 1969 wurde Füssing der Titel „Bad“ verliehen.
Griesbach wurde 1969 zum Erholungsort ernannt, 1973 zum Luftkurort. Im Jahre 1973 wurde bei Bohrungen erstmals Thermalwasser entdeckt. Da ein Gutachten die Heilwirkung des Wassers bestätigte, konnte sich der Ort nun zu einem Thermalwasserkurort entwickeln. 1985 wurde dem daraufhin errichteten Kurzentrum der Titel „Bad“ verliehen, im Jahr 2000 auch der gesamten Stadt Griesbach.
In Birnbach wurde ebenfalls 1973 bei Bohrungen Thermalwasser entdeckt und es wurde mit dem Bau einer Therme begonnen. Im Jahr 1987 wurde dem Ort der Titel „Bad“ zugesprochen.

## Tourismus
Die Gegend bildet die tourismusstärkste Region Niederbayerns und eine der tourismusstärksten Bayerns. Bad Füssing kann eine der höchsten Übernachtungszahlen aller deutschen Kurorte aufweisen.
Mit den Gesundheitsreformen der 1990er-Jahren stagnierten, wie auch in anderen Kurorten, die Übernachtungszahlen der Region, da Aufenthalte und Behandlungen seitdem häufig nicht mehr von Krankenkassen übernommen werden.